# Tournoi de clôture du championnat d'Équateur de football 2005
Navigation
Tournoi précédent Saison suivante
Le tournoi de clôture de la saison 2005 du Championnat d'Équateur de football est le second tournoi de la quarante-septième édition du championnat de première division en Équateur.
Dix équipes prennent part à la Série A, la première division. Exceptionnellement, deux championnats vont être disputés durant l'année, chacun pendant un semestre, avec un titre décerné et un système de promotion-relégation pour chacun, à l'instar de ce qui se fait dans le championnat argentin. Ce système ne dure qu'une saison. Dès l'année suivante, la fédération remet en place un championnat annuel avec affrontement entre les deux vainqueurs des tournois semestriels.
Le tournoi Clôture voit les dix formations regroupées au sein d'une poule unique dont les six premiers se qualifient pour la Liguilla, qui détermine le champion. C'est le club d'El Nacional qui s'impose après avoir terminé en tête de la Liguilla, avec cinq points d'avance sur le Deportivo Cuenca et huit sur le LDU Quito. C'est le douzième titre de champion d'Équateur de l'histoire du club. 

## Les clubs participants
| - Sociedad Deportiva Aucas - Barcelona Sporting Club - Deportivo Quito - Club Sport Emelec - Club Deportivo El Nacional | - Centro Deportivo Olmedo - LDU Quito - Deportivo Cuenca - LDU Loja - Club Deportivo Espoli - Promu de Série B |

## Compétition
Le barème de points utilisé pour déterminer les différents classements est le suivant :
- Victoire : 3 points
- Match nul : 1 point
- Défaite : 0 point

### Classement
| Rang | Équipe                     | Pts | J  | G | N | P  | Bp | Bc | Diff |
| ---- | -------------------------- | --- | -- | - | - | -- | -- | -- | ---- |
| 1    | Club Deportivo El Nacional | 31  | 18 | 9 | 4 | 5  | 42 | 27 | +15  |
| 2    | Sociedad Deportiva Aucas   | 29  | 18 | 9 | 2 | 7  | 28 | 21 | +7   |
| 3    | Centro Deportivo Olmedo    | 27  | 18 | 7 | 6 | 5  | 25 | 23 | +2   |
| 4    | Deportivo Cuenca           | 27  | 18 | 6 | 9 | 3  | 19 | 19 | 0    |
| 5    | LDU QuitoT                 | 26  | 18 | 7 | 5 | 6  | 25 | 20 | +5   |
| 6    | Barcelona Sporting Club    | 26  | 18 | 7 | 5 | 6  | 26 | 25 | +1   |
| 7    | Club Deportivo Espoli P    | 23  | 18 | 7 | 2 | 9  | 29 | 31 | -2   |
| 8    | Deportivo Quito            | 23  | 18 | 5 | 8 | 5  | 21 | 27 | -6   |
| 9    | Club Sport Emelec          | 21  | 18 | 5 | 6 | 7  | 20 | 25 | -5   |
| 10   | LDU Loja                   | 11  | 18 | 2 | 5 | 11 | 22 | 39 | -17  |

|  | Qualification pour la Liguilla           |
|  | Relégation directe en Série B            |
|  | T : Tenant du titre P : Promu de Série B |

- Les trois premiers reçoivent un bonus respectif de 3,2 et 1 point au démarrage de la Liguilla.

#### Liguilla
| Rang | Équipe                        | Pts | J  | G | N | P | Bp | Bc | Diff |
| ---- | ----------------------------- | --- | -- | - | - | - | -- | -- | ---- |
| 1    | Club Deportivo El Nacional +3 | 25  | 10 | 7 | 1 | 2 | 23 | 9  | +14  |
| 2    | Deportivo Cuenca              | 20  | 10 | 6 | 2 | 2 | 12 | 10 | +2   |
| 3    | LDU Quito T                   | 17  | 10 | 5 | 2 | 3 | 20 | 13 | +7   |
| 4    | Sociedad Deportiva Aucas +2   | 12  | 10 | 3 | 1 | 6 | 17 | 24 | -7   |
| 5    | Centro Deportivo Olmedo +1    | 9   | 10 | 2 | 2 | 6 | 7  | 15 | -8   |
| 6    | Barcelona Sporting Club       | 8   | 10 | 2 | 2 | 6 | 6  | 14 | -8   |

|  | Qualification pour la Copa Libertadores 2006                         |
|  | Qualification pour le tour préliminaire de la Copa Libertadores 2006 |
|  | T : Tenant du titre                                                  |

## Bilan de la saison
| Championnat d'Équateur de football 2005 |                                        |
| Champion                                | Club Deportivo El Nacional (12e titre) |
| Qualifications continentales            |                                        |
| Copa Libertadores 2006                  | Club Deportivo El Nacional             |
| Copa Libertadores 2006                  | Deportivo Cuenca (tour préliminaire)   |
| Promotions et relégations               |                                        |
| Promus en Série A                       | Club Social y Deportivo Macara         |
| Relégués en Série B                     | LDU Loja                               |